# Agnieszka Bednarek
Agnieszka Bednarek-Kasza född Bednarek 20 februari 1986 i Złotów, är en polsk f.d. volleybollspelare.
Agnieszka Bednarek-Kasza spelade 157 landskamper. Hon tog brons med Polens damlandslag i volleyboll vid EM 2009 och utsågs vid samma mästerskap till bästa spelare. Hon spelade hela sin klubbkarriär i Polen. Hon blev polsk mästare sju gånger och vann polska cupen lika många gånger. Med MKS Muszyna vann hon CEV Cup 2012-2013. Bednarek-Kasza avslutade sin spelarkarriär 2020.

## Karriär
- Chemik Police 2013–2020
- MKS Muszyna 2009–2013
- PTPS Piła 2005–2009
- SMS PZPS Szczyrk
- Sparta Złotów